# Sibaniljá Pocolum
Sibaniljá Pocolum är en ort i Mexiko.   Den ligger i kommunen Tenejapa och delstaten Chiapas, i den sydöstra delen av landet, 800 km öster om huvudstaden Mexico City. Sibaniljá Pocolum ligger 1 478 meter över havet och antalet invånare är 1 419.
Terrängen runt Sibaniljá Pocolum är kuperad åt sydväst, men åt nordost är den bergig. Runt Sibaniljá Pocolum är det tätbefolkat, med 319 invånare per kvadratkilometer. Närmaste större samhälle är Cancuc, 5,1 km nordväst om Sibaniljá Pocolum. I omgivningarna runt Sibaniljá Pocolum växer i huvudsak städsegrön lövskog.